# Natanael Derwinger
Johan Ingmar Natanael Derwinger, tidigare Karlsson, född 2 oktober 1972 i Almby, Örebro län, är en svensk journalist, programledare och komiker.
Derwinger har bland annat varit reporter i tv-programmet Mediemagasinet, medverkat i humorprogrammet Pippirull i Sveriges Radio P3 och i radioprogrammet Tendens, humorserien Skatan och barnprogrammet Kent Agent och de hemliga ställena i SVT. Hösten 2005 övertog han som ny programledare i samhällsmagasinet Faktum i SVT2. I januari 2007 var han morgonredaktör i radioprogrammet Äntligen morgon med Adam och Gry på Mix Megapol. Sedan 2008 är Natanael Derwinger programledare för tv-programmet Skolfront, de första säsongerna tillsammans med Filip Struwe. Sedan augusti 2015 leder Derwinger den UR-producerade och utbildningsrelaterade poddsändningen Didaktorn. Podden utgörs av samtal med personer inom det pedagogiska fältet; ofta lärare eller andra som arbetar i direkt kontakt med elever och skola.
Derwinger har sjungit och spelat maracas i bandet Känt folk röker knark.